# S. Everett Gleason
Sarell Everett Gleason (14 mars 1905, Brooklyn - 20 novembre 1974, Washington, DC) est un historien et analyste du renseignement américain.

## Biographie
Il grandit à Evanston, dans l'Illinois. Il est diplômé de l'Université Harvard en 1927, et titulaire d'un doctorat en 1934. Il enseigne à l'Université d'Harvard de 1931 à 1938. Le 19 juin 1937, il épouse Mary Eleanor Abbott.
De 1942 à 1946, il est chef du renseignement à l'Office des services stratégiques, les services spéciaux américains, prédécesseur de la C.I.A. 
Il est secrétaire exécutif adjoint du Conseil national de sécurité et membre du comité Solarium. Il écrit, avec William Langer, The Challenge to Isolation ("Le défi de l'isolationisme") pour le Council of Foreign Relations. Il est membre de la Division historique du Département d'État (ministère américain des affaires étrangères) de 1962 à 1970.
Ses documents personnels sont conservés à la bibliothèque Harry S. Truman.
Il reçoit le Prix Bancroft en 1954.

## Publications
- The Challenge to Isolation, 1937-1940 (1952) avec William L. Langer
- The Undeclared War,, 1940-1941 Harper & Brothers Publishers, 1953. avec William L. Langer (réimpression P. Smith, 1968)
- Foreign relations of the United States 1946, Département d'État. Bureau des affaires publiques, US Government Printing Office, 1972